# Ghelna
Ghelna  (лат.) — род аранеоморфных пауков из подсемейства Dendryphantinae в семействе пауков-скакунов (Salticidae). Все виды этого рода обитают в Северной Америке.

## Виды
- Ghelna barrowsi (Kaston, 1973) — США
- Ghelna canadensis (Banks, 1897) — США, Канада
- Ghelna castanea (Hentz, 1846) — США
- Ghelna sexmaculata (Banks, 1895) — США, Канада